# Domus Galilaeae
Domus Galilaeae (hebr.) בית הגליל – centrum formacyjne Drogi Neokatechumenalnej położone na Górze Błogosławieństw, w pobliżu Kościoła Błogosławieństw, na północ od  Kafarnaum i Jeziora Tyberiadzkiego.
Idea powstania ośrodka ma swój początek w latach 80, kiedy to Kustodia Ziemi Świętej zaoferowała Drodze Neokatechumenalnej możliwość budowy centrum formacyjnego na Górze Błogosławieństw. Projekt powstał we współpracy Kiko Argüello z grupą architektów: Mattia del Prete, Antonio Avalos, Alberto Durante oraz Guillermo Soler.
Domus Gelilaeae został wybudowany w bardzo szybkim tempie – wmurowany jako kamień węgielny fragment grobu Apostoła Piotra został położony w styczniu 1999 roku, zaś poświęcony i otworzony przez papieża Jana Pawła II podczas jego wizyty millenijnej w Ziemi Świętej w 2000 roku. Prace były prowadzone pod kierunkiem żydowskiego architekta Dan Mochly z Hajfy, we współpracy z argentyńczykiem Danielem Cevilan.
Ośrodek prowadzony jest przez Drogę Neokatechumenalną. Obsługuje go około 150 osób – zarówno arabscy chrześcijanie (37), arabscy muzułmanie (32), Druzowie (20), maronici (10) i żydowscy technicy (21).

## Galeria

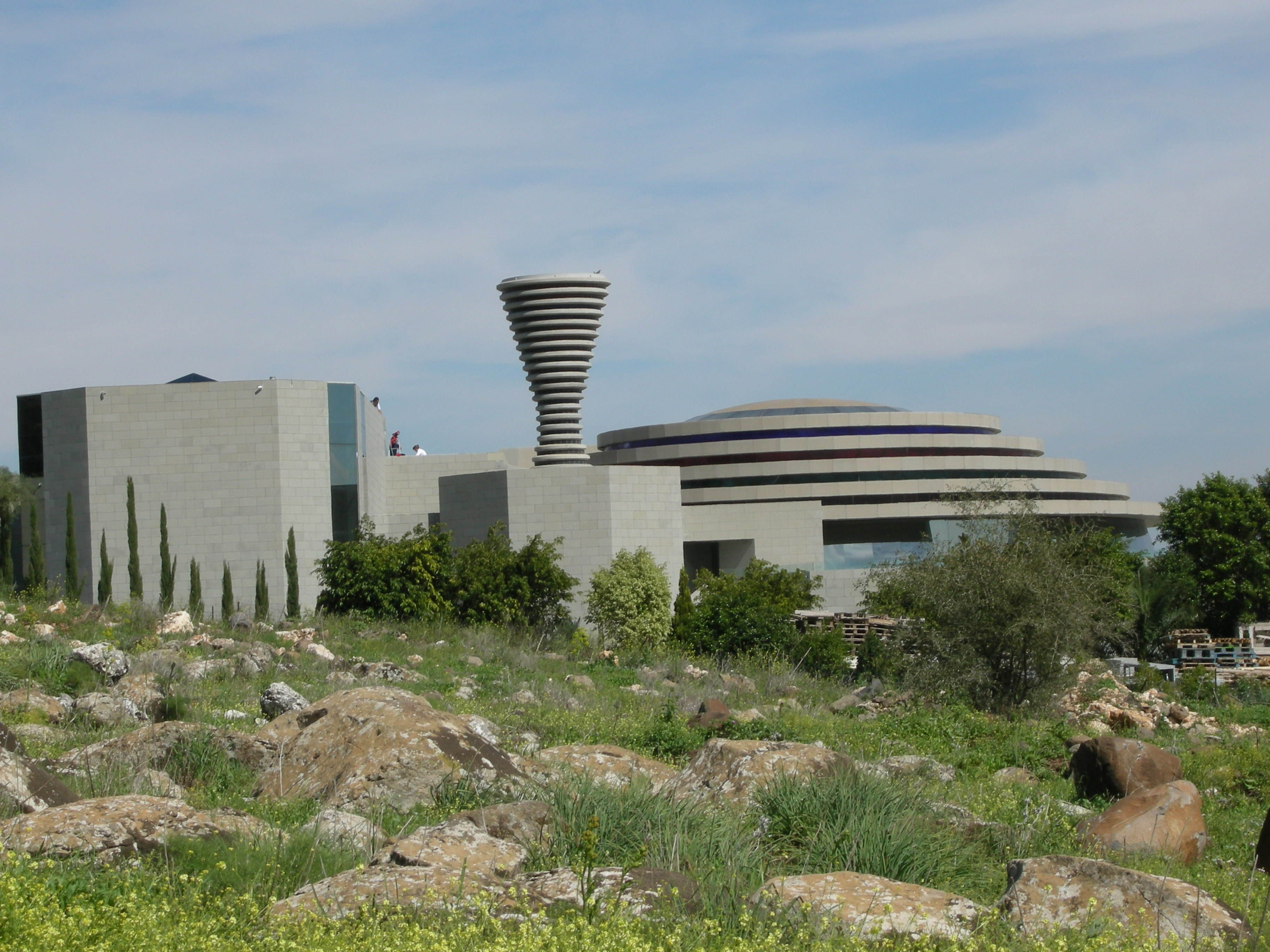
Widok od strony wschodniej
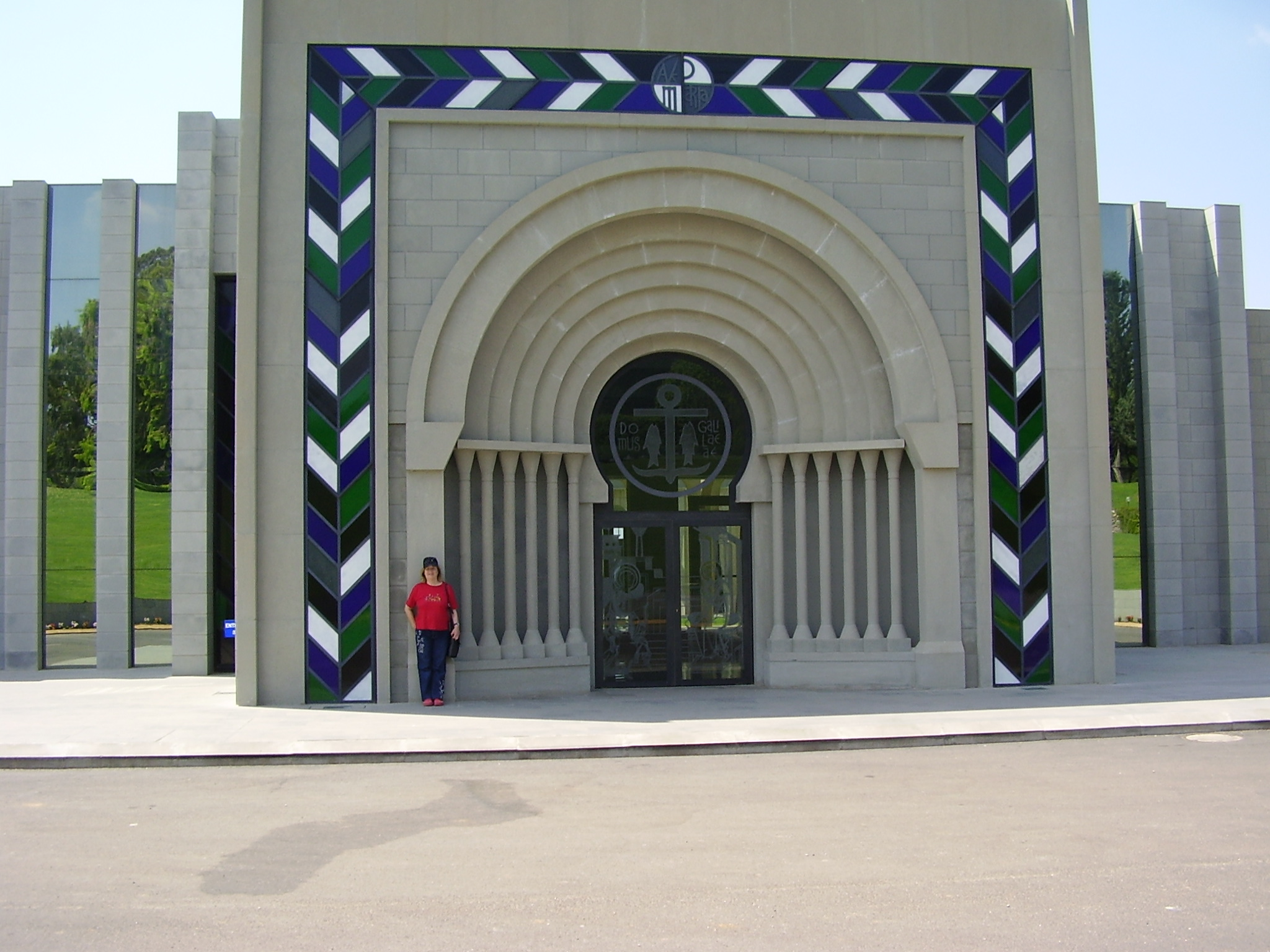
Wejście
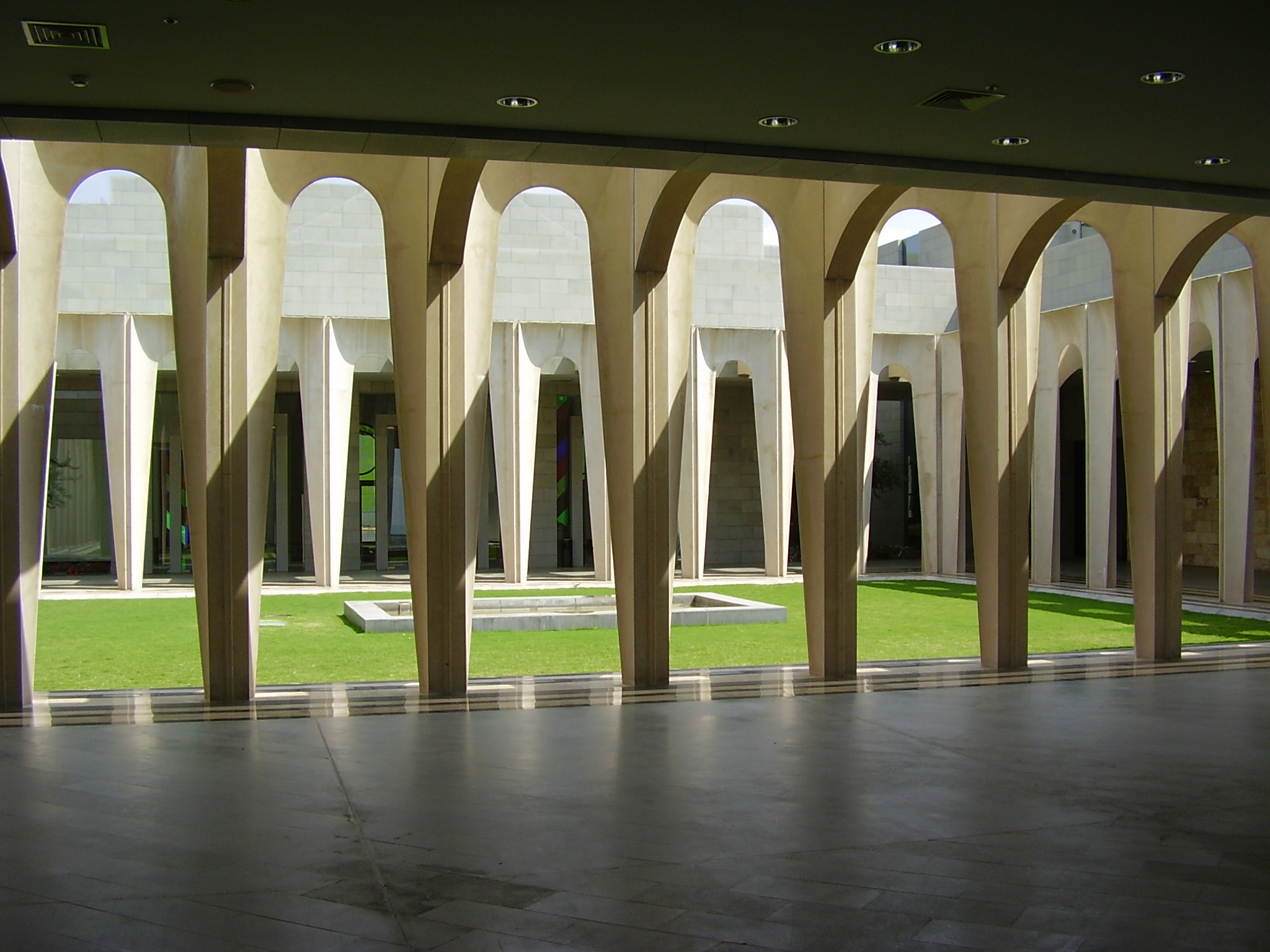
Dziedziniec
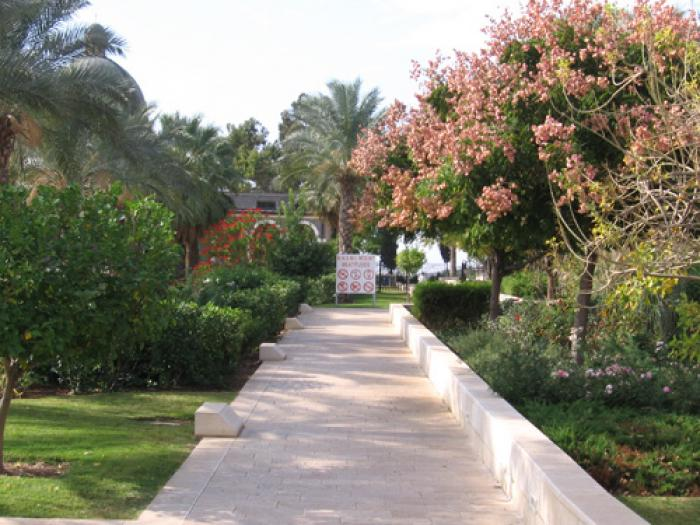
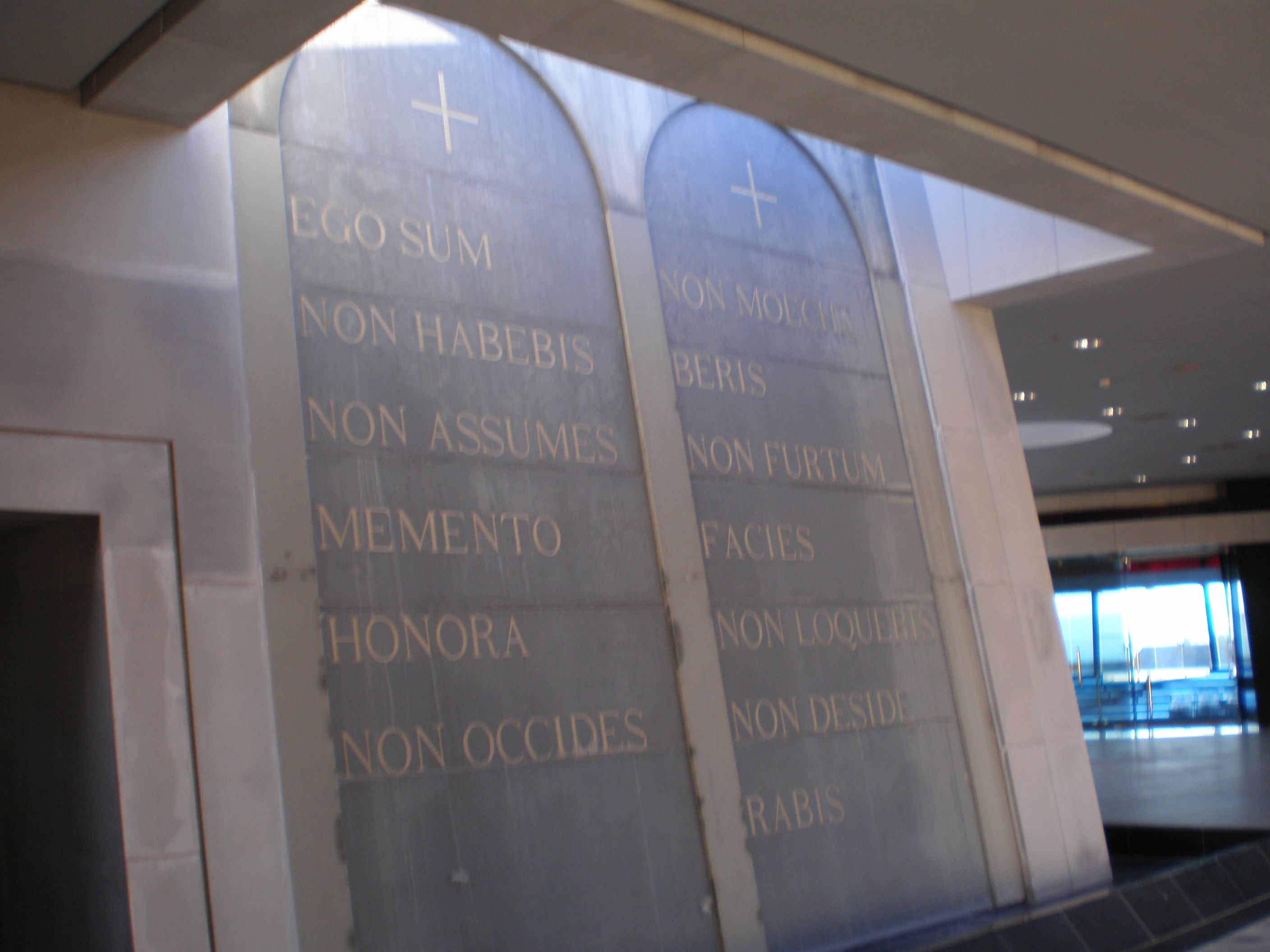
Dekalog po łacinie
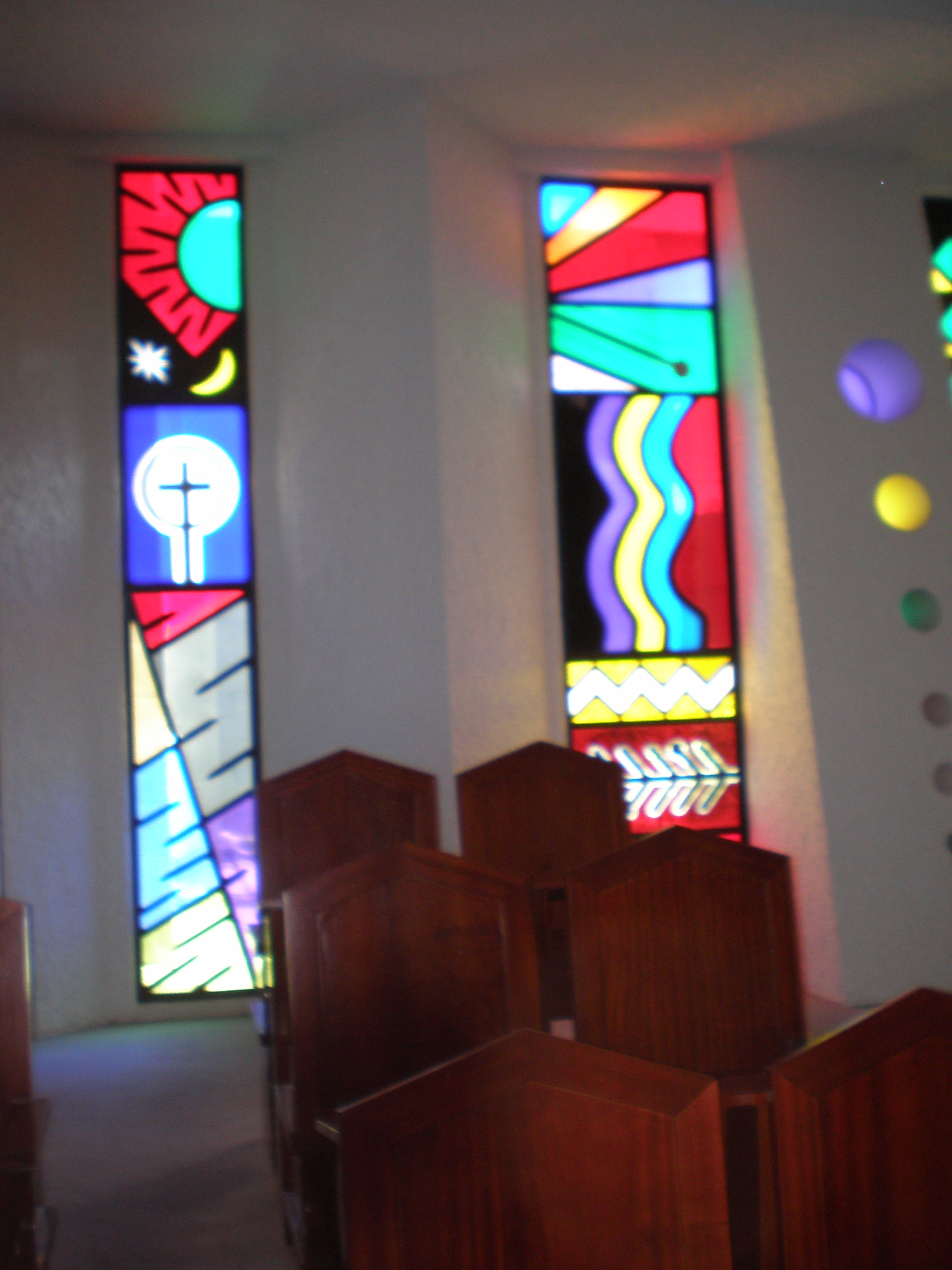
Witraże w Domus Galilaeae
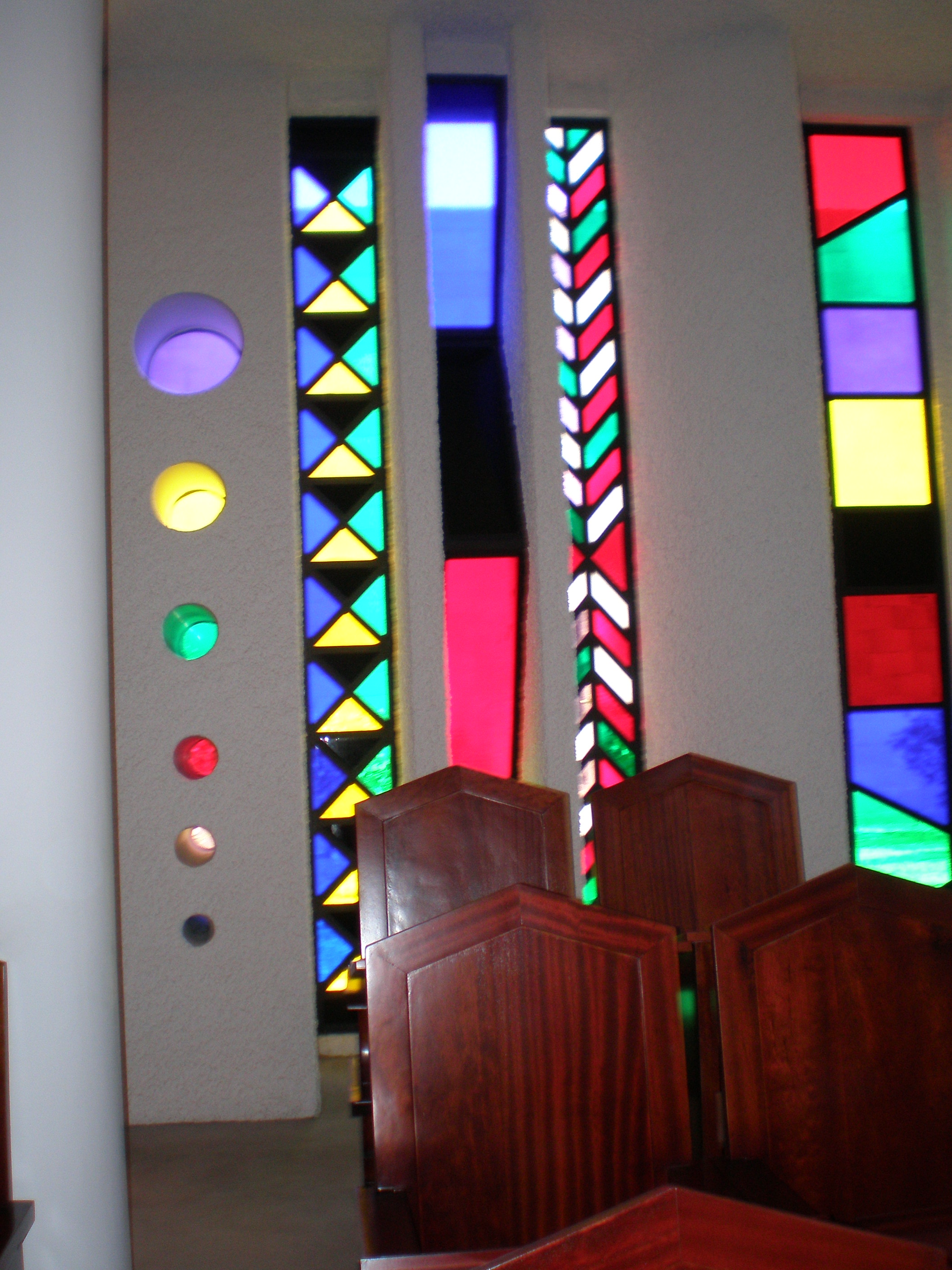
Witraże w Domus Galilaeae
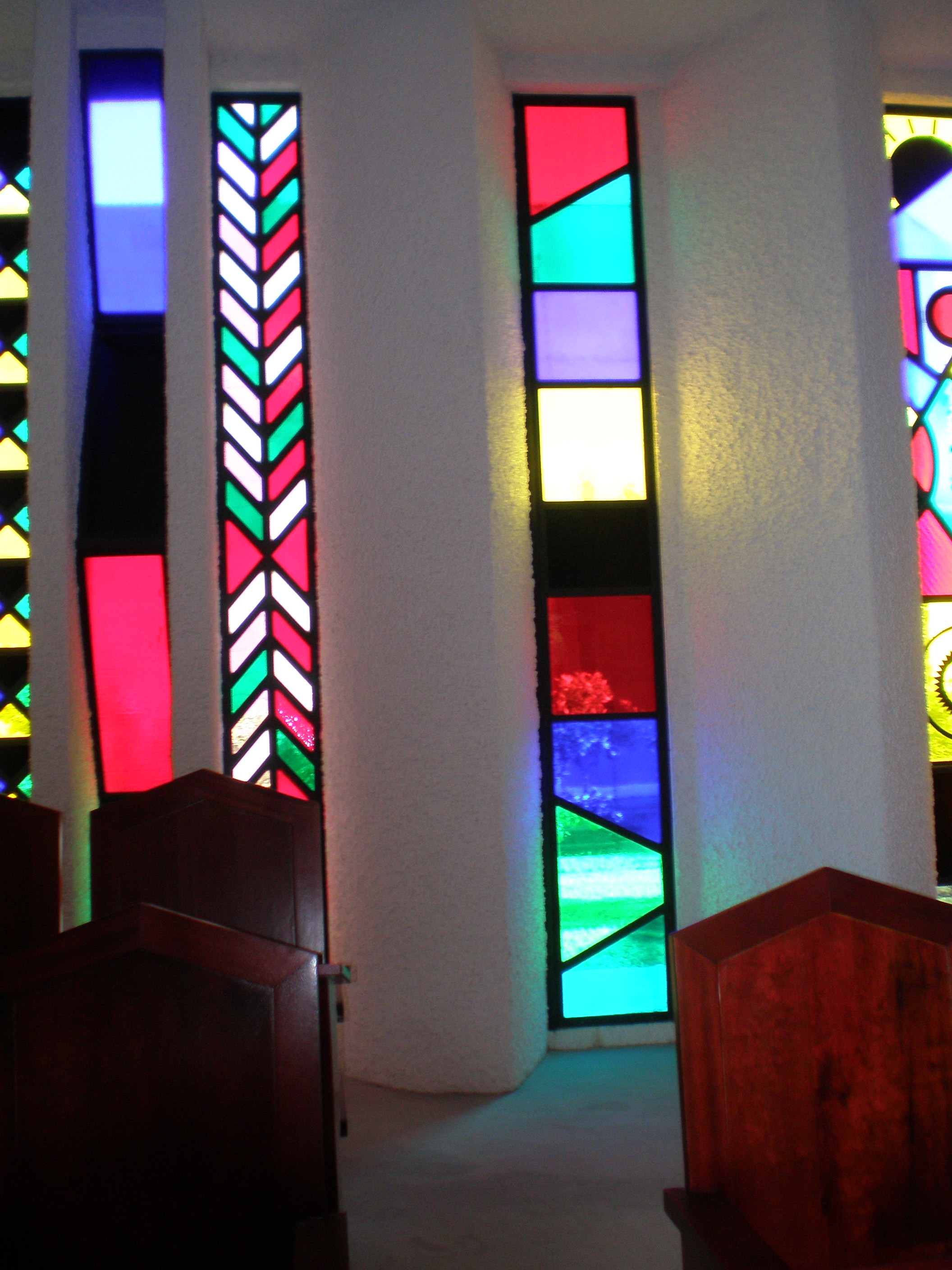
Witraże w Domus Galilaeae
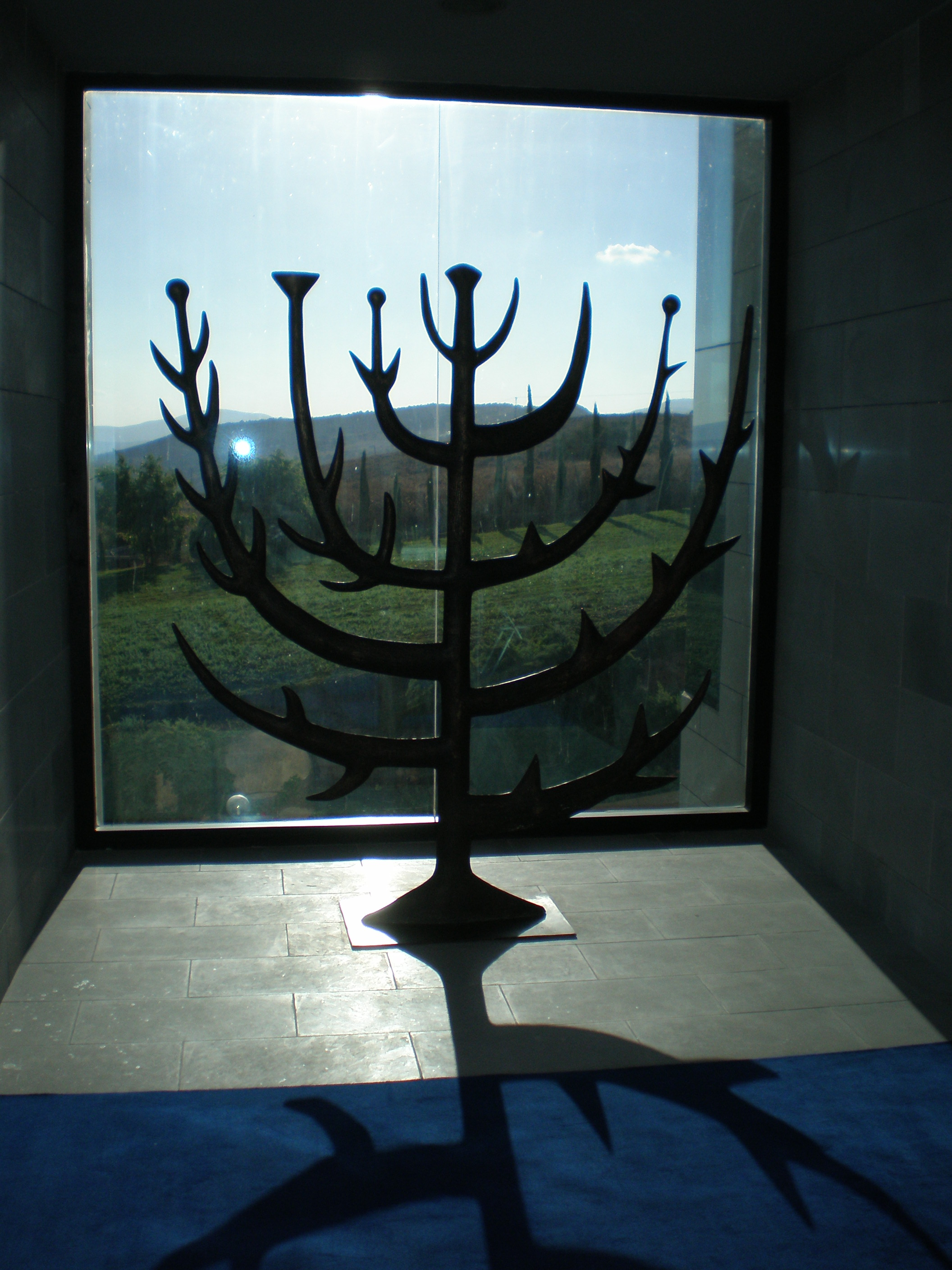
Krzew gorejący stylizowany na Menorę
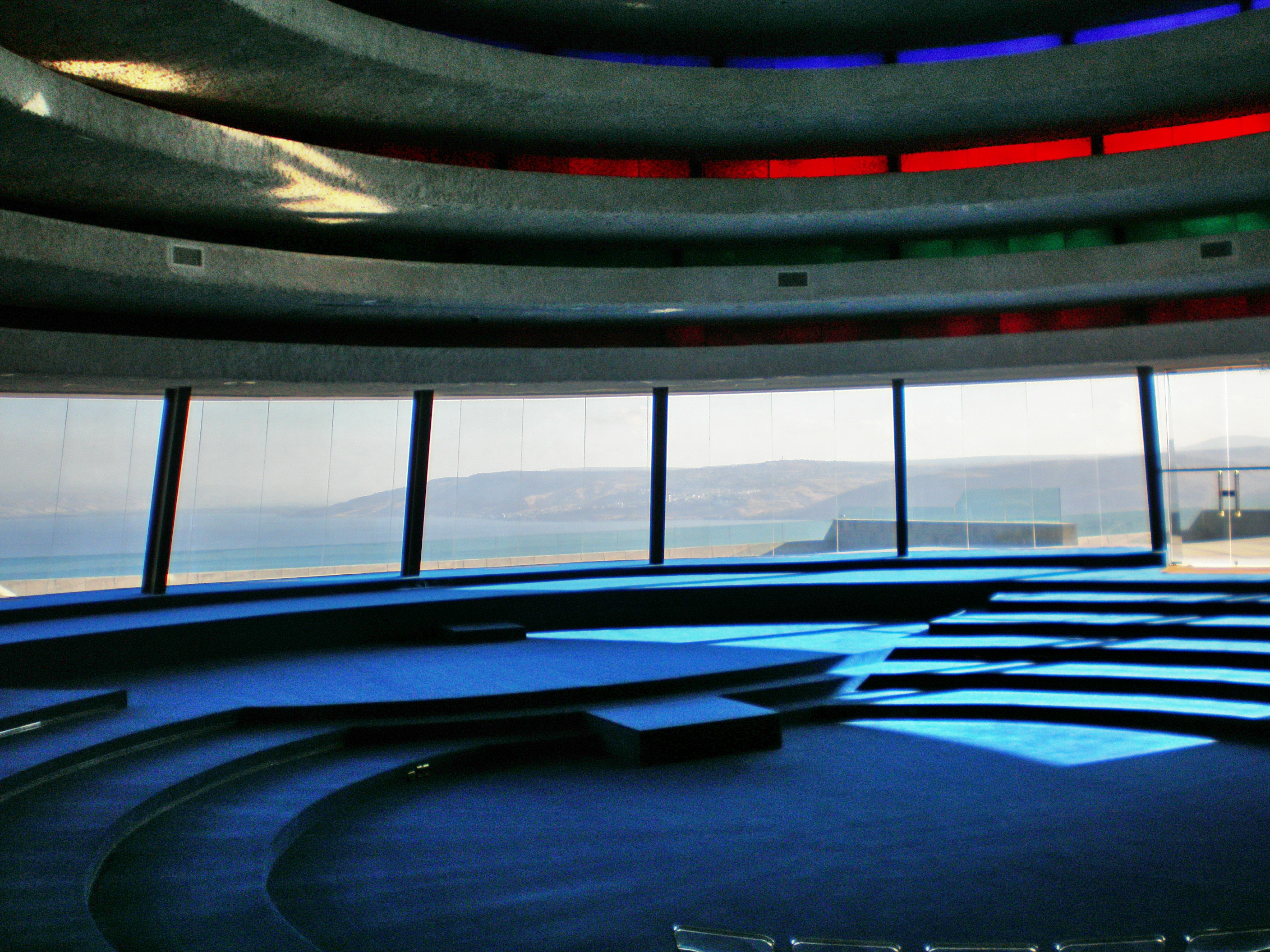
Sala spotkań z widokiem na Jezioro Tyberiadzkie
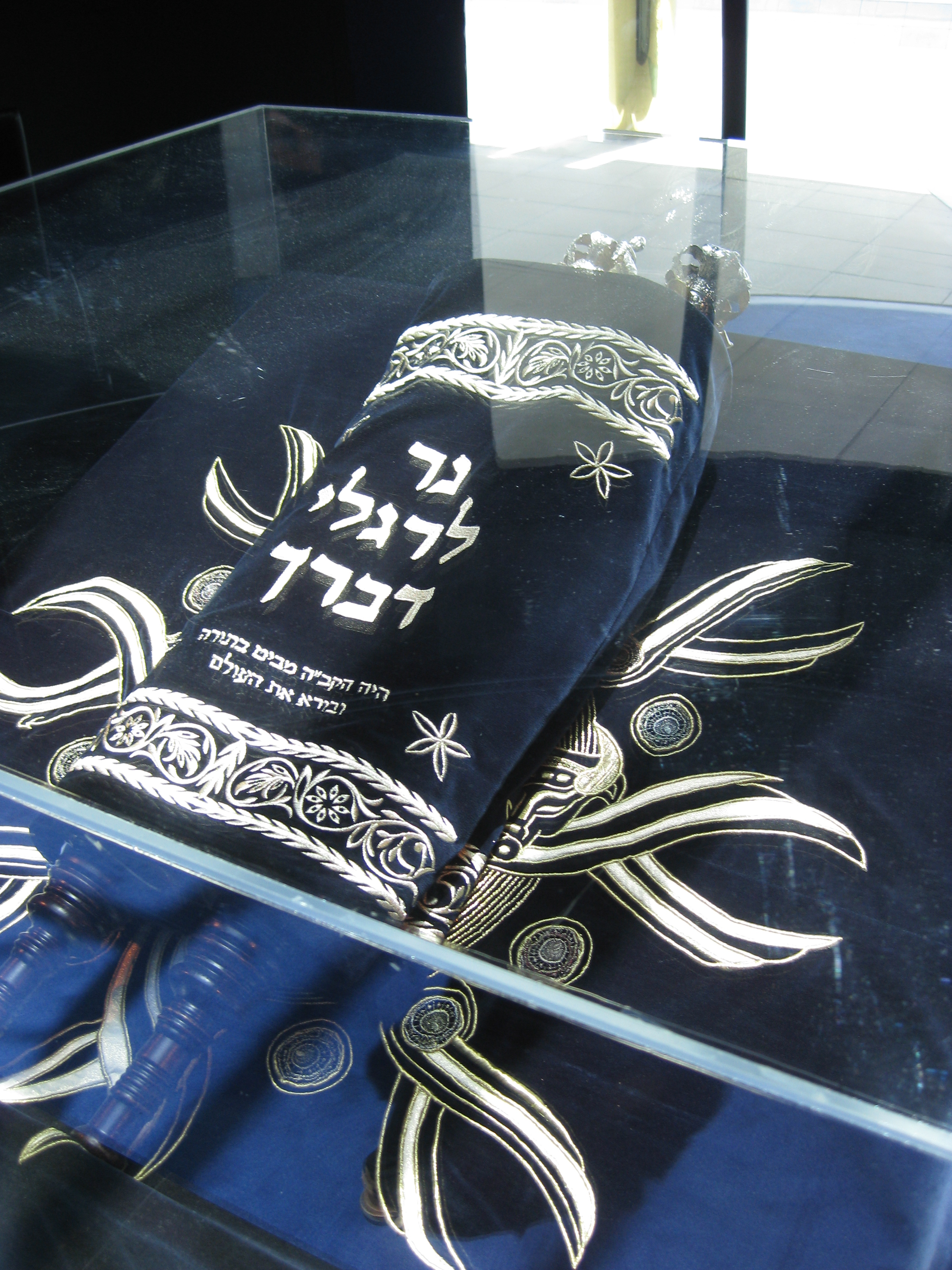
Tora w Domus Galilaeae